# Emmanuel Carrère

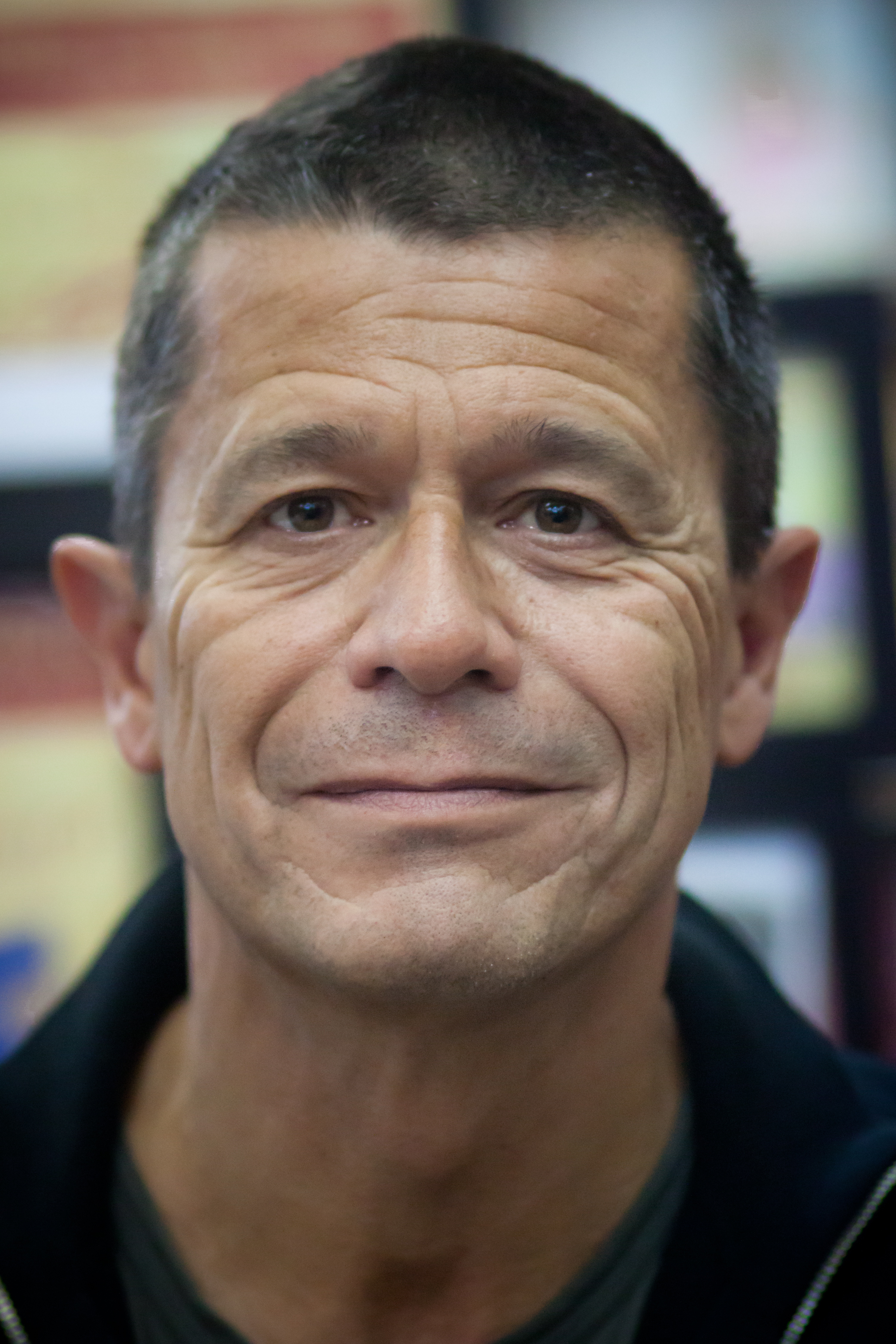
Emmanuel Carrere (2012)

Emmanuel Carrere (n. 9 decembrie 1957, Paris, Île-de-France, Franța) este un scriitor, scenarist și producător de film francez .

## Biografie
Carrère este fiul lui Louis Carrère și al istoricului francez Hélène Carrère d'Encausse. Verișoara mamei sale este un politician franco-georgian și fost ministru de externe al Georgiei, Salome Zurabishvili.
Carrère a scris aproximativ o duzină de cărți de la începutul anilor 1980, dintre care unele au câștigat premii. De asemenea, a fost scenarist și producător al unui număr de filme pentru cinema și televiziune. În 2010 a fost membru al juriului pentru selecția lungmetrajelor la cel de-al 63-lea Festivalul de Film de la Cannes, în 2015 membru al juriului la cea de-a 72- a ediție Festivalul Internațional de Film de la Veneția.

## Opere
- Werner Herzog . Ediling, Paris 1982, ISBN 2-85601-017-2.
- L'Amie du jaguar . Flammarion, Paris 1983, ISBN 2-84682-207-7.
- Bravoure. POL, Paris 1984, ISBN 2-86744-023-8.
- La Moustache. POL, Paris 1986, ISBN 2-86744-057-2.
- Le Détroit de Behring : Introduction a l'uchronie . POL, Paris 1986, ISBN 2-86744-070-X.
- Hors d'atteinte . POL, Paris 1988, ISBN 2-86744-119-6 .
- Je suis vivant et vous êtes morts.: Philip K. Dick 1928–1982 . Le Seuil, Paris 1993, ISBN 2-02-020173-9 .
- La Classe de Neige . POL, Paris 1995, ISBN 2-86744-477-2.
- L'Adversaire . POL, Paris 2000, ISBN 2-86744-682-1.
- Un roman russe . POL, Paris 2007, ISBN 978-2-84682-182-7.
- D'autres vies que la mienne. POL, Paris 2009, ISBN 978-2-84682-250-3.
- Limonov . POL, Paris 2011, ISBN 978-2-8180-1405-9.
- Le Royaume . POL, Paris 2014, ISBN 978-2-8180-2118-7.
- Family love. MARTINIERE BL, 2014, ISBN 978-2732464985 .
- Il est avantageux d’avoir où aller. rapoarte, articole etc. ä., POL, Paris 2016, ISBN 978-2-8180-3876-5 .
- Lettre à une Calaisienne. [[{{{2}}}|Revista XXI]]⁠(fr)[traduceți], aprilie. Trei desene de Aline Zalko, 2016. [17]
- Yoga . POL, Paris 2020, ISBN 978-2-8180-5138-2.

### Traduceri în limba română
- Împărăția cerurilor, editura Trei, traducere Doru Mareș, 2016, ISBN 9786067194777
- Yoga, editura Trei, traducere Tristana Ir, 2021, ISBN 9786064011930

## Film
Propriile filme

- 2003: Retour à Kotelnitch  Film documentar. Regie.

Adaptări cinematografice

- 1998: La classe de neige, regizat de Claude Miller.
- 2002: L'adversaire, regia Nicole Garcia .
- 2005: La Mustache, auto-regiat și parțial scenariu, cu Emmanuelle Devos și Vincent Lindon.

## Televiziune
- 1991: Léon Morin, prêtre, scenariu. Regizat de Pierre Boutron, bazat pe un roman de Béatrix Beck și cu Nicole Garcia și Robin Renucci în rolurile principale.
- 2010: Un lieu incertain, scenariu. Regizat de Josée Dayan dupa un roman de Fred Vargas.
- 2012: Les revenants, serial TV; Colaborare la scenariu.

## Onoruri și premii
- 1984: Prix Passion pentru Bravoure
- 1985: Prix de la Vocation pentru Bravoure
- 1987: Grand Prix de l'Imaginaire pentru Le Detroit de Behring
- 1988: Prix Kléber Haedens pentru Hors d'atteinte
- 1995: Prix Femina pentru La Classe de neige
- 2006: Premiul Chlatmadis pentru cel mai bun scenariu adaptat pentru La Moustache
- 2009: Prix Marie Claire du roman d'émotion și Prix des lecteurs de L'Express, precum și Prix Crésus fiecare pentru D'autres vies que la mienne
- 2010: Globe de Cristal pentru D'autres vies que la mienne
- 2010: Grand Prix de littérature Henri Gal de l' Académie française pentru opera sa anterioară
- 2011: Prix de la langue française
- 2011: Prix Renaudot pentru Limonov
- 2014: Premiul Litteraire du Journal Le Monde
- 2015: Premio Autore Straniero al Premio Mondello
- 2017: Premiul FIL
- 2021: Premiul Prințesa Asturiei la categoria Literatură